# IAF Aerobatic Team
IAF Aerobatic Team je akrobatický tým Izraelského vojenského letectva. Skupina akrobatických letců létá na strojích IAI Cukit, což je varianta francouzského letounu Fouga Magister vyráběného na základě licence izraelskou společností Israel Aerospace Industries (IAI).
Tým obvykle létá při absolventské ceremonii kadetů izraelské vojenské letecké akademie či na izraelský den nezávislosti. Jeho domovskou základnou je letecká základna Chacerim, kde sídlí i zmíněná letecká akademie. Někdejším členem akrobatického týmu je současný velitel izraelského vojenského letectva Ido Nechoštan.

## Galerie

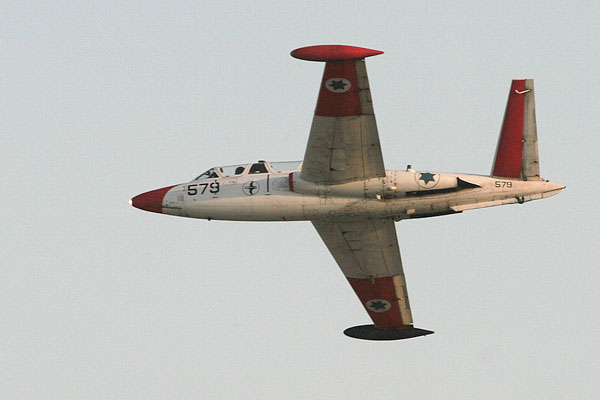
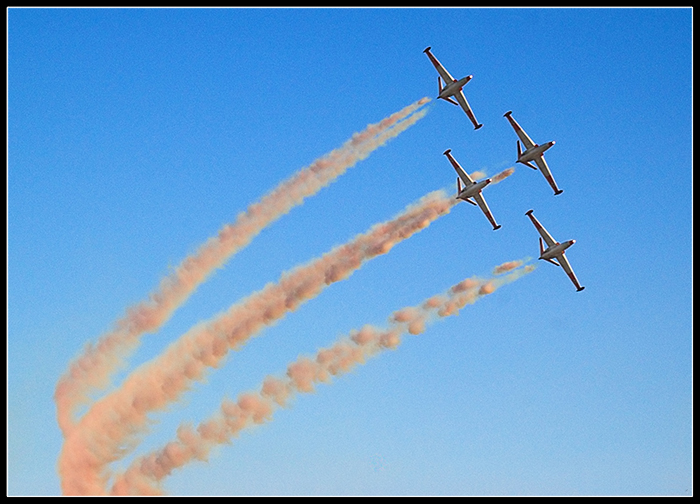
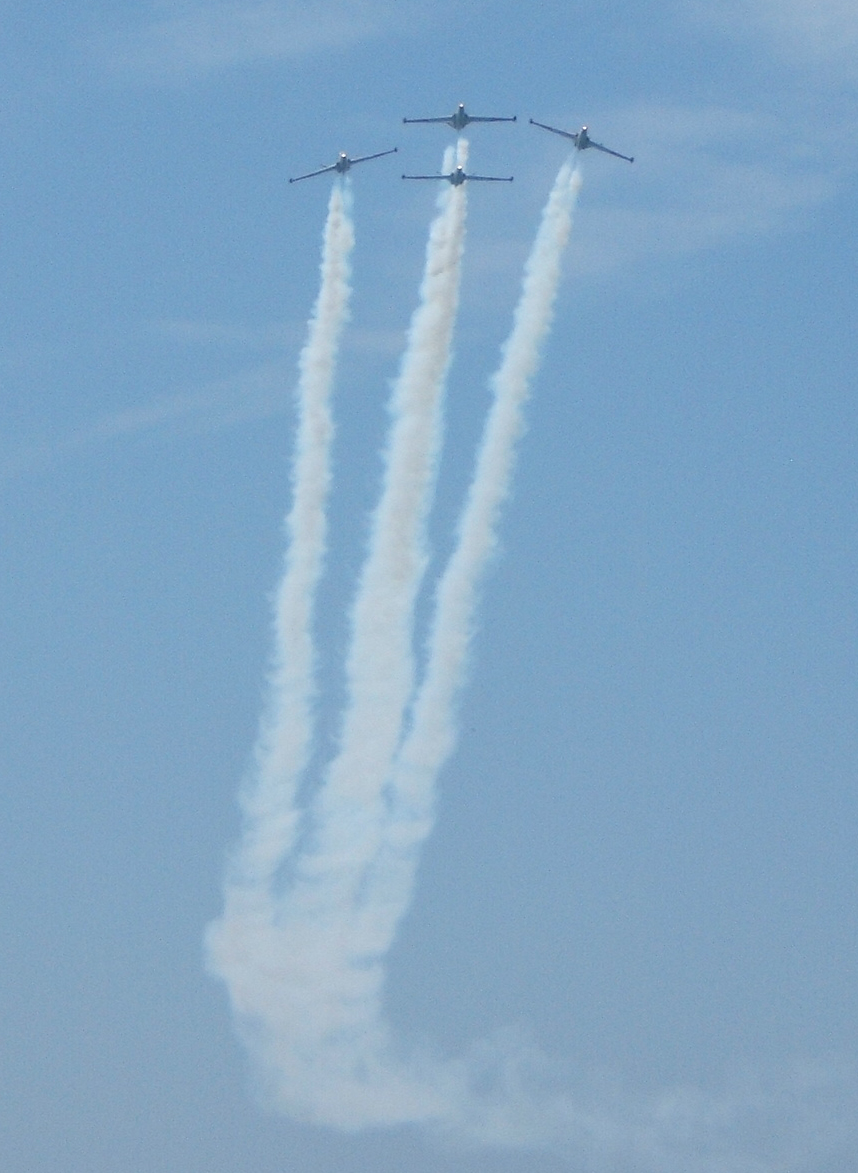
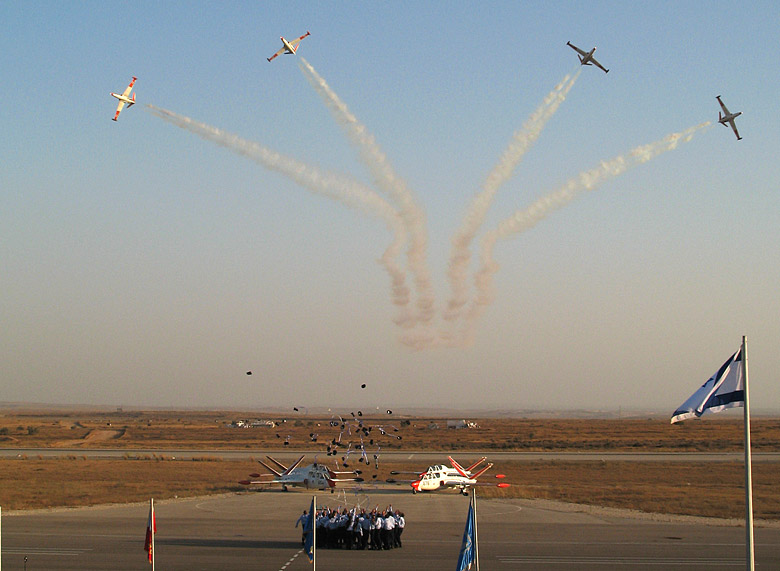

## Informace
Během selekčního procesu pilotů je používán letecký trenažér letecké akademie, který slouží pro výcvik kadetů. Ten byl navržen na základě francouzských strojů Fouga Magister, které v izraelském letectvu v minulosti sloužily jak jako stíhací stroje, tak jako cvičné stroje od roku 1960.
Francouzské Fougy byly radikálně vylepšené IAI a uzpůsobené pro pokročilé motory a vybavení. První prototyp IAI Cukit vzlétl v září roku 1980 a letectvu byl předán v květnu následujícího roku pro počáteční testování. Na základě požadavků letectva byly na letounu provedeny dílčí úpravy a v červnu 1983 byla předána první várka letounů. O tři roky později byly dodány všechny zbývající vyrobené letouny.